# آيت حاتم الجنوبية (بوقشمير)
آيت حاتم الجنوبية هي إحدى مشيخات المملكة المغربية، تتبع جغرافيا لإقليم الخميسات وإداريًا لبوقشمير. يقدر عدد سكانها بـ 2385 نسمة حسب الإحصاء الرسمي للسكان والسكنى لسنة 2004.